# Arroyo Las Piedras
Der Arroyo Las Piedras ist ein kleiner Flusslauf im Osten Uruguays.
Der etwa 18 km lange Fluss entspringt in der Cuchilla de Dionisio. Von dort fließt er durch das Departamento Treinta y Tres mündet schließlich in den Río Olimar. Er gehört zum Einzugsgebiet des Laguna-Merín-Beckens.